# Birker Bach
Der Birker Bach, auch Birkenbach oder Lerchenbach,  ist ein Bach in den Gemeinden Hopfgarten in Defereggen und St. Veit in Defereggen (Bezirk Lienz). Der Bach entspringt an der Südseite der Lasörlinggruppen und mündet bei Plon in die Schwarzach.

## Verlauf
Der Birker Bach entspringt an den Südabhängen der Lasörlinggruppe zwischen dem Kreuzberg im Nordwesten und dem Stanzling im Nordosten. Seine Quellhöhe wird in Kartenwerken mit rund 1820 Metern angegeben, darüber ist der zeitweise wasserführend. Der Birker Bach fließt in südsüdöstlicher Richtung großteils durch bewaldetes Gebiet, wobei sich westlich der Mooser Berg und östlich der Lercher Wald befindet. Nächstgelegene Orte im Mittellauf sind das rund 200 bis 250 Meter vom Bachbett entfernt Birk im Westen und Lerch im Osten. Im Unterlauf fließt der Birker Bach durch die Ortschaft Plon bzw. die Hofstellen Außer-Schmitten im Westen und Ober- sowie Untersalitterer im Osten. Der Birker Bach unterquert im Anschluss die Defereggentalstraße und mündet danach linksseitig in die Schwarzach. Kurz vor Plon nimmt der Birker Bach in einem Waldstück kurz vor den genannten Hofstellen rechtsseitig einen Nebenarm auf, der am Mooser Berg entspringt und westlich zum Hauptarm talwärts stürzt. Der Nebenarm fließt passiert dabei direkt östlich die Ortschaft Birk.
Der Birker Bach liegt zwischen dem Einzugsgebiet der Köfelebachs im Westen und des Großlerchenbachs im Osten. Er bildet über weite Strecken die Gemeindegrenze zwischen St. Veit und Hopfgarten, lediglich der Unterlauf liegt nur in der Gemeinde Hopfgarten.
Der Birker Bach weist über seine gesamte Länge einen geringen Verbauungsgrad und unbeeinflusste Hydrologie auf. In Bezug auf die Gewässerraumausprägung sind 100 % der Strecke natürlich und weisen eine sehr hohe naturräumliche Bedeutung auf.